# BMW M41
| M41                            | M41                        |
| ------------------------------ | -------------------------- |
|                                |                            |
| Виробник:                      | BMW                        |
| Марка:                         | M41                        |
| Тип:                           | L4                         |
| Робочий об'єм:                 | 1.7 л (1,665 куб.см) см3   |
| Максимальна потужність:        | 89 к.с. к.с. (66 кВт кВт ) |
| Максимальний обертовий момент: | 190 Н⋅м (140 фунт⋅фут) Н·м |
| Конфігурація:                  | L                          |
| Циліндрів:                     | 4                          |
| Клапанів:                      | 16                         |
| Хід поршня:                    | 82.8 мм (3.26 дюйма) мм    |
| Діаметр циліндра:              | 80 мм (3.15 дюйма) мм      |
| Ступінь стиску:                | 10.0:1                     |
| Система живлення:              | Непряме впорскування       |
| Охолодження:                   | рідинне охолодження        |
| Матеріал блоку циліндрів:      | Чавун                      |
| Матеріал ГБЦ:                  | Алюміній                   |
| Тактність (число тактів):      | 4                          |
| Червона зона:                  | 4,800 об/хв                |
| Рекомендоване паливо:          | Дизельне паливо (EN 590)   |

BMW M41 — колишній, рядний чотирициліндровий дизельний двигун з турбонаддувом і непрямим упорскуванням, який випускався з 1994 по 2000 рік.

## M41D17
M41 перший чотирициліндровий дизельний двигун компанії BMW. Вперше було представлено на BMW E36. Потім на його основі був створений шестициліндровий двигун BMW M51 і складався з 86% компонентів, у результаті чого лише 14% були розроблені заново.
Цей двигун став доступний у кількох моделях модельного ряду E36
- 4-дверний седан
- 5-дверний універсал
- 3-дверний компакт

Витрата палива близько 6,5 л/100 км (43 миля/год‑англ.; 36 миля/год‑США) у комбінованому використанні (EUR) у версії 4-дверного седана 318tds.
| Двигун | Потужність                 | Крутний момент                  | Рік              |
| ------ | -------------------------- | ------------------------------- | ---------------- |
| M41D17 | 66 кВт (89 к. с.) при 4400 | 190 Н⋅м (140 фунт⋅фут) при 2000 | 1994 - 2000 роки |